# Reyka
Reyka é uma série de televisão de suspense policial sul-africana criada e escrita por Rohan Dickson. É uma coprodução da Quizzical Pictures e Serena Cullen Productions para o canal de televisão por assinatura M-Net, lançado em julho de 2021.  
Em 30 de novembro de 2022, o drama policial foi renovado para a segunda temporada.

## Elenco
- Kim Engelbrecht como Reyka Gama 
  - Gabrielle de Gama como Reyka jovem
- Iain Glen como Angus Speelman
- Nokuthula Ledwaba como Portia
- Anna-Mart van der Merwe como Elsa Meyer
- Hamilton Dhlamini como Hector Zwane
- Gerald Steyn como Tanner
- Mavuso Simelane como Samuel Zwane
- Tamara Jozi como avó de Bongi
- Leeanda Reddy como Sewsunker
- Thando Thabethe como Constable Nandi Cele
- Desmond Dube como Pastor Ezekiel
- Kenneth Nkosi como Chefe Msomi

## Produção
Foi anunciado em 2018 que a M-Net e a Fremantle trabalhariam juntas na criação da série. A produção estava programada para começar no início de 2019. Em 9 de dezembro de 2020, Kim Engelbrecht postou fotos dos bastidores no Instagram, expressando sua empolgação por trabalhar no set ao lado de Iain Glen.
Em entrevista ao Independent Online, a diretora administrativa da Quizzical Pictures, Harriet Gavshon, diz que quando foi abordada por Rohan Dickson para a série, ela ficou feliz em compartilhar os créditos de produção com Serena Cullen. Ela disse: “Eu li os esboços e adorei. Então conhecemos a produtora britânica, Serena Cullen, e nos demos muito bem". Em 15 de dezembro de 2020, a M-Net e Fremantle anunciaram o elenco principal da série. As filmagens duraram sete semanas, predominantemente nos assentamentos rurais de Stanger e Inanda, bem como em Johanesburgo.

## Recepção
O primeiro episódio de Reyka foi exibido no 60º Festival de Televisão de Monte Carlo e recebeu ótimas críticas.
O repórter sul-africano, Thinus Ferreira para o News24, deu à série uma nota de 3/5, comparando-a a Prodigal Son e O Silêncio dos Inocentes. Ele disse que o roteiro de Rohan Dickson provavelmente pode ser inspirado no serial killer sul-africano Thozamile Taki, conhecido como "O Assassino da Cana -de-Açúcar". Thozamile foi condenado a prisão perpétua em 19 de janeiro de 2011 pelo assassinato de 13 mulheres, 10 das quais foram assassinadas em campos de cana-de-açúcar ao redor de Umzinto em 2007.

## Prêmios e indicações
| Ano  | Prêmio             | Categoria                         | Resultado |
| ---- | ------------------ | --------------------------------- | --------- |
| 2022 | Emmy Internacional | Melhor Série Dramática            | Indicado  |
| 2022 | Emmy Internacional | Melhor Atriz para Kim Engelbrecht | Indicado  |